# Eutropis palauensis
Eutropis palauensis (палауський сонячний сцинк) — вид сцинкоподібних ящірок родини сцинкових (Scincidae). Мешкає на островах Мікронезії.

## Поширення і екологія
Палауські сонячні сцинки мешкають на Палау, а також на острові Фаіс та на атолі Уліті в групі Каролінських островів у Федеративних Штатах Мікронезії.